# یواس‌آرسی ریلیف (۱۸۶۷)
یواس‌آرسی ریلیف (۱۸۶۷) (به انگلیسی: USRC Relief (1867)) یک کشتی بود که طول آن ۹۲ فوت (۲۸ متر) بود. این کشتی در سال ۱۸۶۷ ساخته شد.